# Gościeradowiec

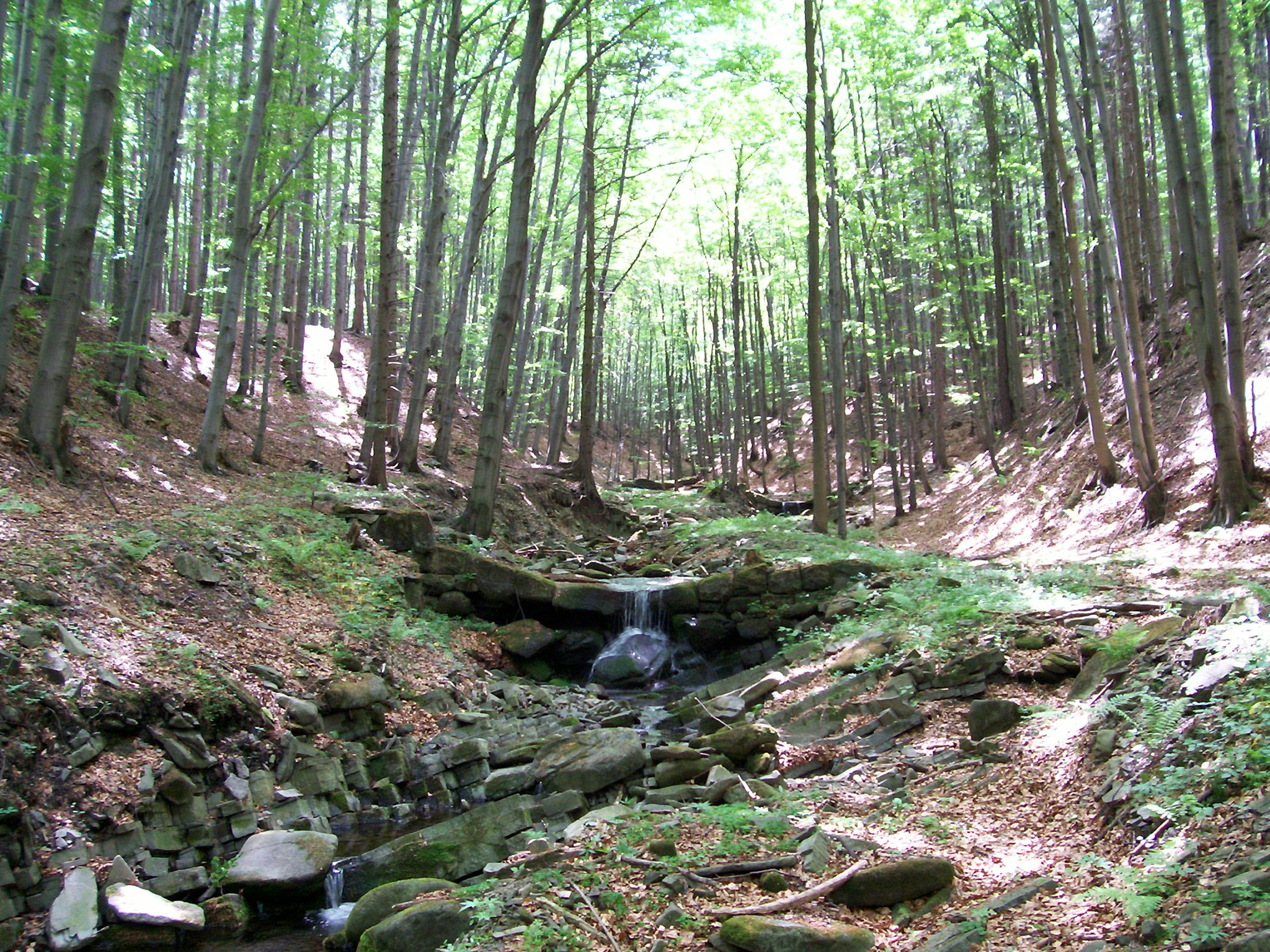
Am oberen Bachlauf

Die Gościeradowiec ist ein rechter Zufluss der Weichsel in den Schlesischen Beskiden von 2,8 Kilometern Länge. Der Fluss entspringt an den westlichen Hängen der Równica und des Lipowski Groń und fließt nach Osten. Er durchfließt den Ortsteil Zawodzie von Ustroń, bevor er in die Weichsel mündet.
Entlang des Gebirgsbaches führt der erste Teil des Beskiden-Hauptwanderwegs von Ustroń auf die Równica.
Im Flusstal entspringen zwei Heilquellen.